# Alcazaba (Festung)

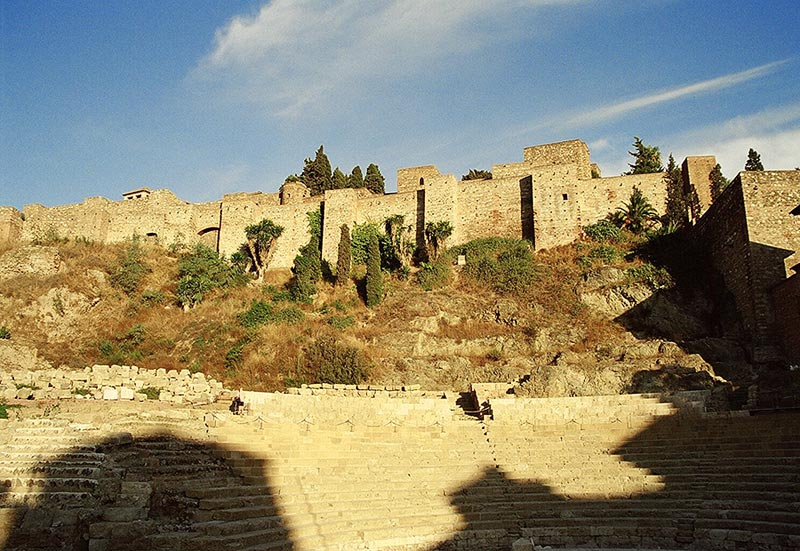
Alcazaba von Málaga

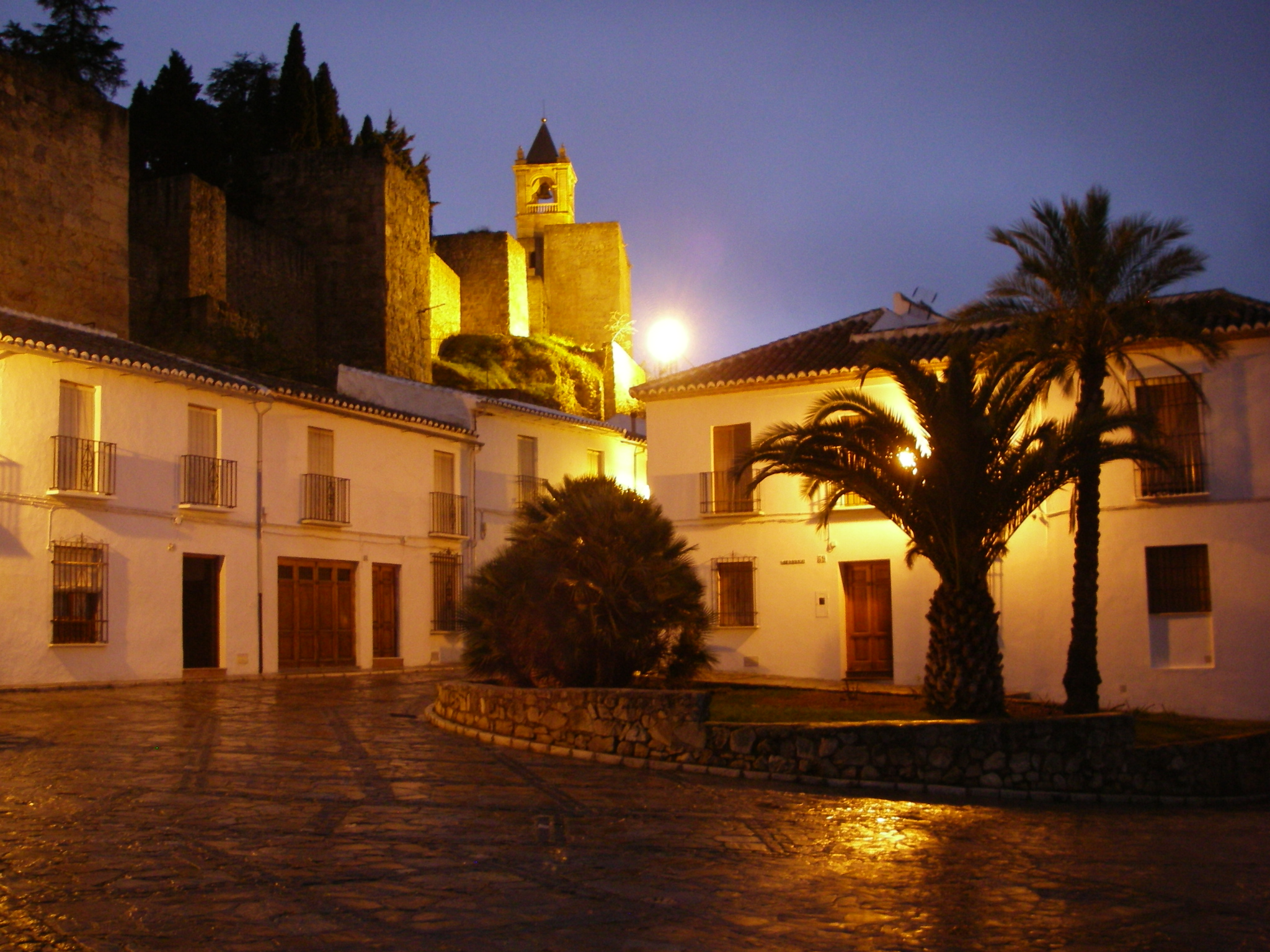
Alcazaba von Antequera oberhalb der Altstadt

Eine Alcazaba (aus dem Arabischen قصبة, DMG qaṣba (kasbah) mit agglutiniertem arabischen Artikel al-) ist eine maurische (meist almohadische) Festung im Süden Spaniens und Süden Portugals. Regional verbreitet ist auch das arabische Wort hisn (= „Festung“).

## Liste von Alcazabas
- Alcazaba (Alange)
- Alcazaba (Almería)
- Alcazaba (Antequera)
- Alcazaba (Badajoz)
- Alcazaba (Guadix)
- Alcazaba (Hornachos)
- Alcazaba (Málaga)
- Alcazaba (Marchena)
- Alcazaba (Mérida)
- Alcazaba (Montemolín)
- Alcazaba (Reina)